# زمین‌لرزه ۱۹۱۳ اندونزی
زمین‌لرزه اندونزی  در تاریخ ۱۴ مارس ۱۹۱۳ میلادی، برابر با ‎۲۳ اسفند ۱۲۹۱، ساعت ۸:۴۵:۰۰ به زمان یوتی‌سی در اندونزی رخ داد. بزرگی آن ۷٫۹ در مقیاس Mw اعلام شده‌است. زمین‌لرزه به وقت محلی در روز جمعه، ساعت ۱۶ روی داده و منطقه زمانی آن یوتی‌سی +۸ بوده‌است .
سازمان زمین‌شناسی آمریکا نیز جای این زمین‌لرزه را در مختصات ۴°۳۰′شمالی ۱۲۶°۳۰′شرقی / ۴٫۵°شمالی ۱۲۶٫۵°شرقی و بزرگی آنرا برابر با ۷٫۹ در مقیاس ریشتر اعلام کرده‌است. 
سونامی در این زلزله گزارش شده‌است.